# 러시아 키이우 호송대

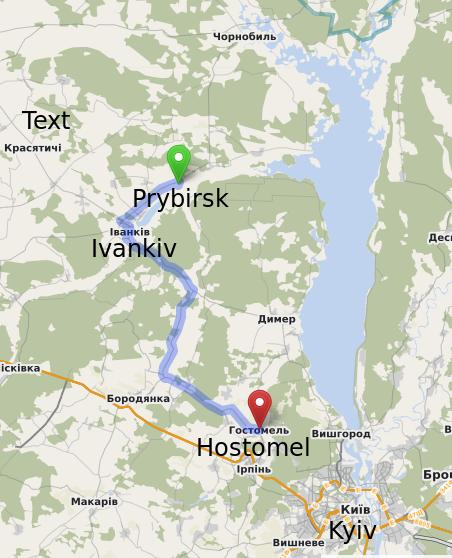

러시아 키이우 호송대는 2022년 러시아의 우크라이나 침공에 관여한 프리비르스크(영국)에서 이반키우를 거쳐 호스토멜까지 키이우주에서 약 64km(40마일)에 걸쳐 뻗어 있는 러시아 군용 차량의 대규모 행렬이었다. 처음에는 키이우를 위협했지만 불분명한 이유로 중단된 것으로 알려졌다. 해설자들은 다수의 군인과 차량이 연료 및 식량 부족 문제를 겪었을 수 있으며 우크라이나 군대의 공격으로 인해 지연되었을 수도 있다고 언급했다.
2022년 4월 2일, 러시아군이 그 지역을 떠난 후 우크라이나 국방부는 기둥이 배치된 키이우 주 전체에 러시아군의 자유를 선언했다. 3일 전 미 국방부는 호송대가 "임무를 실제로 완수한 적이 없다"고 밝혔다. 2022년 3월 4일 이코노미스트는 느린 속도와 겉보기에 무질서해 보이는 군사 조직이 전쟁 전반에서 러시아의 문제를 대표한다고 선언했다.